# 개미붙이상과
개미붙이상과(Cleroidea)는 딱정벌레 상과 중 작은 상과이다.

## 분류
약 10,000여 종을 포함하고 있다.

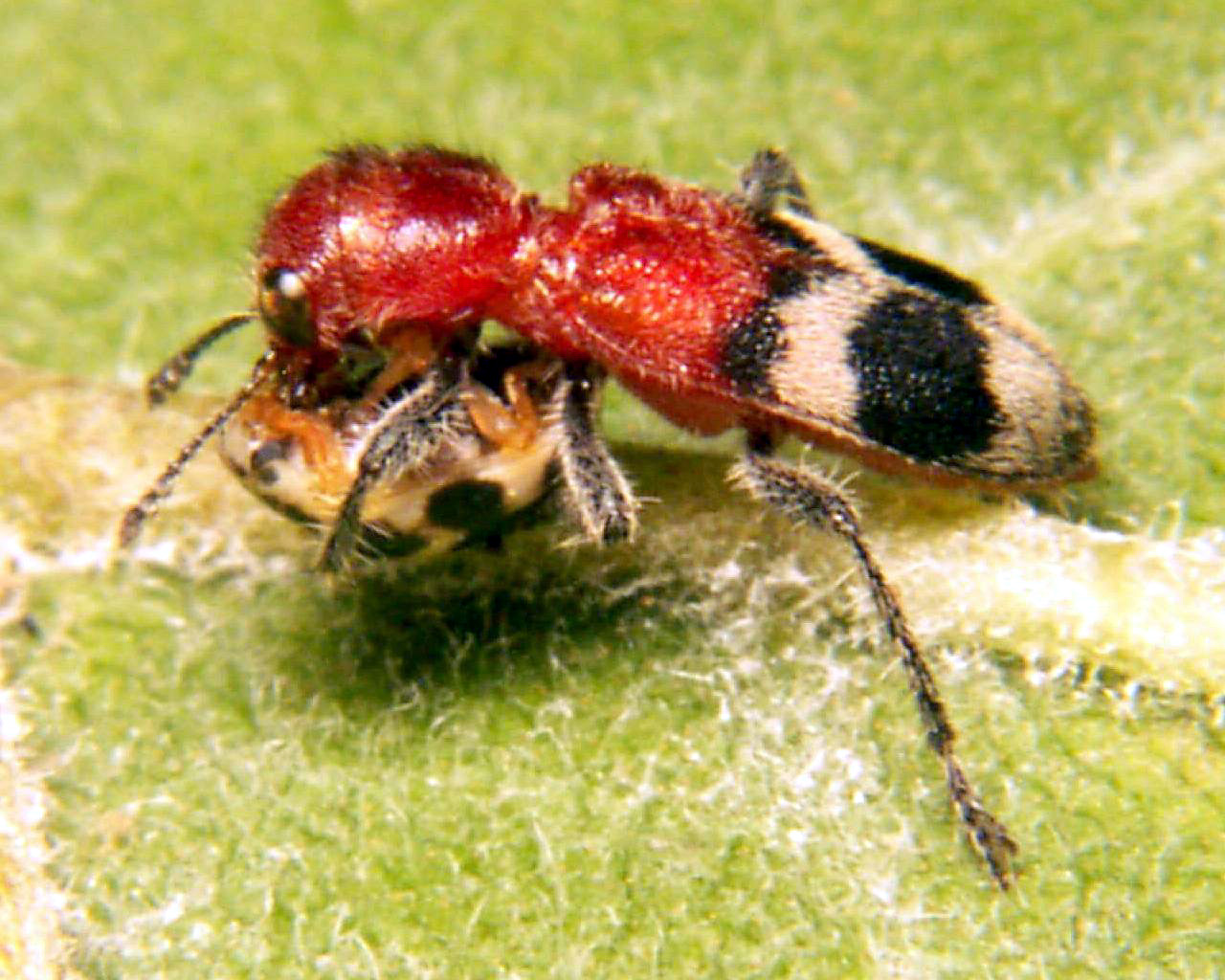
무당벌레를 공격하는 개미붙이딱정벌레

- Acanthocnemidae Crowson 1964
- Chaetosomatidae Crowson 1952
- 개미붙이과 (Cleridae) Latreille 1802
- 의병벌레과 (Melyridae) Leach 1815 - 무늬의병벌레과 (Malachiidae)와 Dasytidae 포함
- Phloiophilidae Kiesenwetter 1863
- Phycosecidae Crowson 1952
- Prionoceridae Lacordaire 1857
- 쌀도적과 (Trogossitidae) Latreille 1802